# Florian Komorowski
Florian Komorowski herbu Abdank (zm. w 1548 roku) – starosta łęczycki w latach 1539–1548, skarbnik brzeskokujawski w latach 1527–1547.
Poseł województwa brzeskokujawskiego na sejm krakowski 1523 roku, poseł województwa łęczyckiego na sejm krakowski 1540 roku.